# پیترو ناردینی
پیترو آنتونیو پاسکواله ناردینی (به ایتالیایی: Pietro Antonio Pasquale Nardini؛ زادهٔ ۱۲ آوریل ۱۷۲۲ – درگذشتهٔ ۷ مه ۱۷۹۳)  که بیشتر با نام پیترو ناردینی شهرت دارد، آهنگساز و ویولنیست برجستهٔ ایتالیایی بود که به عنوان یکی از بزرگ‌ترین و تأثیرگذارترین نوازندگان ویرتئوز در قرن هجدهم شناخته می‌شود. او که برجسته‌ترین شاگرد جوزپه تارتینی به شمار می‌رفت، به خاطر لحن شیرین، پاکیزگی صدا و قدرت بیان احساسی در نوازندگی‌اش شهرت داشت و تکنیک او توسط بزرگانی چون لئوپولد موتسارت ستایش شده است. ناردینی به عنوان یک آهنگساز، آثاری ارزشمند در سبک‌های میان باروک و کلاسیک، از جمله کنسرتوها و سونات‌های متعددی برای ویولن، از خود به جای گذاشت.

## زندگی‌نامه

### سال‌های آغازین و تحصیل
پیترو ناردینی در لیورنو متولد شد. اطلاعات دقیقی از تحصیلات اولیه او در دسترس نیست، اما گمان می‌رود از استادان برجسته‌ای چون ویولن‌نوازان آنتونیو دل براوو، فرانچسکو گالئوتی، فرانچسکو پوچینی یا ارگ‌نواز کلیسای سن جووانی باتیستا، لئوناردو چینی، درس گرفته باشد. او در ۱۲ سالگی به پادوا رفت تا شاگرد جوزپه تارتینی شود. او مشهورترین شاگرد تارتینی بود و تارتینی همواره از او به عنوان «شاگرد محبوب» خود یاد می‌کرد. دورهٔ شاگردی‌اش شش سال به طول انجامید و تا سال ۱۷۴۰ ادامه داشت. اولین اجراهای ناردینی در سن ۱۴ سالگی و از حدود سال ۱۷۳۶ ثبت شده است، زمانی که به عنوان نوازنده در «جشن‌های سانتا کروچه» در لوکا فعالیت می‌کرد.

### فعالیت حرفه‌ای

#### نخستین فعالیت‌ها در لوکا
دوران حرفه‌ای ناردینی در سال ۱۷۴۰ با نقل مکان به لوکا آغاز شد و در آنجا به مقام کنسرت‌مایستر دست یافت. در این دوره، او به تدریس نیز مشغول بود و که یکی از مشهورترین آن‌ها فیلیپو مانفردی بود. وی همچنین کنسرت‌های خصوصی و عمومی بسیاری اجرا کرد و به عنوان یک ستارهٔ نوظهور ویولن شناخته شد، هرچند شواهد مستند کمی از این دوره باقی مانده است. برخی معتقدند که او در این سال‌ها سفرهای زیادی به اروپا داشته است، در حالی که دیگران به اقامت تقریباً یکنواخت او در لیورنو اشاره می‌کنند؛ شهری که در آن سال‌ها میزبان هنرمندانی چون شارل-آنتوان کامپیون (رئیس آیندهٔ او در فلورانس)، لیبرتو نویسان جووانی دِ گامرا و مارکو کولتلینی بود.

#### دوران اقامت در آلمان و وین
نقطه عطف فعالیت‌های او در سال ۱۷۶۰ با دعوت به دربار وین برای شرکت در جشن ازدواج ولیعهد، یوزف دوم، با ایزابلا از بوربون-پارما، رقم خورد. دربار ماریا ترزا در وین نیز به کرات میزبان این هنرمند بود. موفقیت در وین باعث شد تا توسط نیکولو یوملی برای فعالیت در دربار اشتوتگارت استخدام شود. او در سال ۱۷۶۲ به اشتوتگارت نقل مکان کرد و به عنوان موسیقی‌دان مجلسی به دربار دوک کارل یوجین از وورتمبرگ پیوست و برای سه سال (۱۷۶۲–۱۷۶۵) در آنجا ماند و در اقامتگاه تابستانی او، کاخ لودویگسبورگ، به اجرا پرداخت. ارکستر دربار اشتوتگارت در آن زمان یکی از بهترین و مشهورترین ارکسترهای اروپا به شمار می‌رفت. او از ۱۷۶۳ تا ۱۷۶۵ به عنوان کنسرت‌مایستر ارکستر دربار که تحت رهبری یوملی بود، فعالیت کرد و پس از مدتی نیز به جانشینی او در مقام رهبری ارکستر منصوب شد. در همین دوره بود که لئوپولد موتسارت نوازندگی او را شنید و عمیقاً تحت تأثیر «زیبایی، خلوص و یکدستی صدای» سازش قرار گرفت. پس از ۱۷۶۵، بین مارس ۱۷۶۵ و مه ۱۷۶۶، سفرهای متعددی او را به دربار براونشوایگ (نزد کارل اول، دوک براونشوایگ-ولفنبوتل) و دربار شاهزاده فرانتس زاویر از زاکسن در درسدن کشاند. پس از این سفرها، ناردینی برای مدتی به زادگاهش لیورنو بازگشت.

#### بازگشت به ایتالیا و دورهٔ اوج در فلورانس

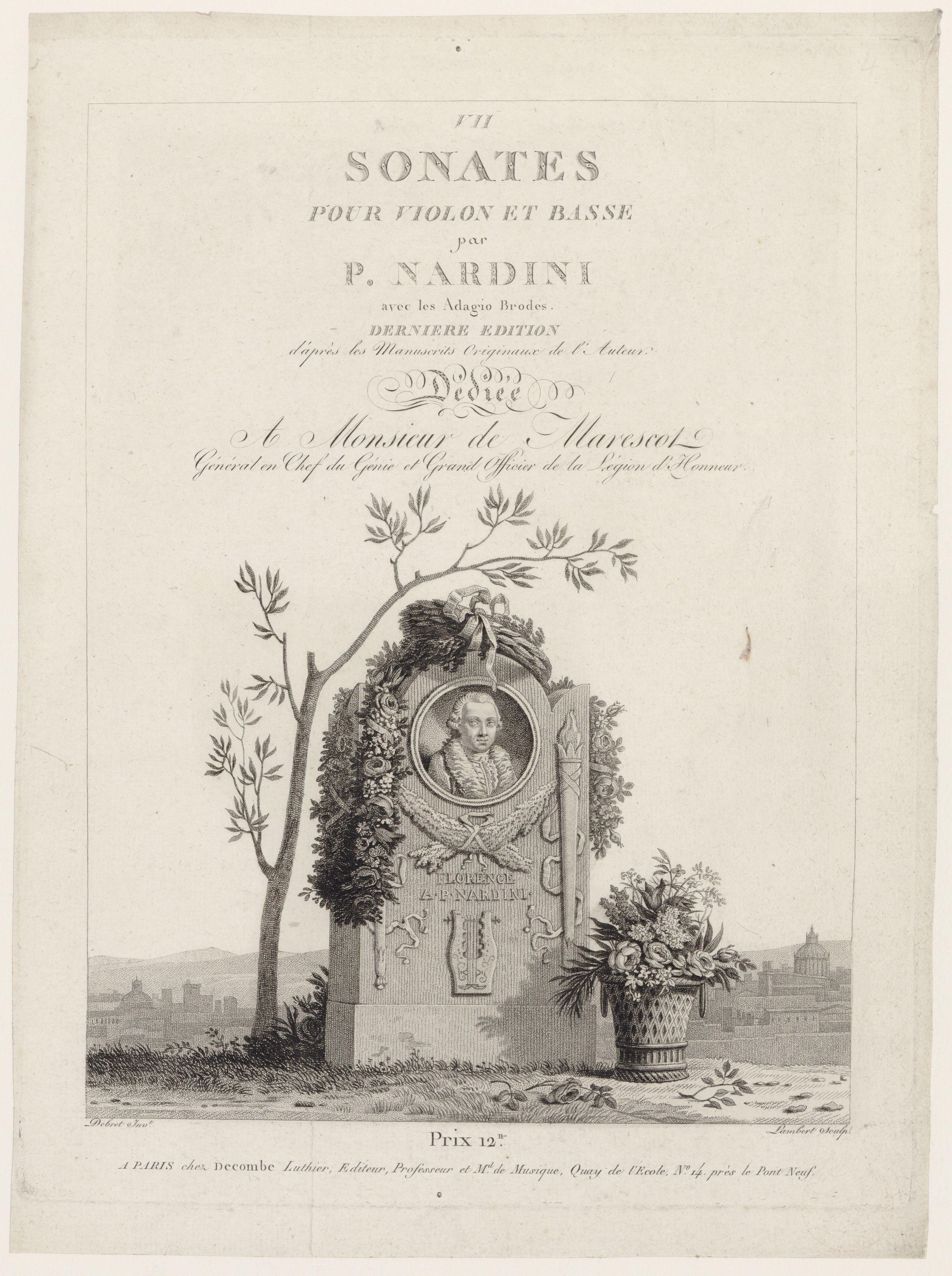
تصویری یادبود از سنگ‌مزار پیترو ناردینی.

در سال ۱۷۶۹، ناردینی به عنوان کنسرت‌مایستر تحت رهبری کارلو آنتونیو کامپیونی در فلورانس منصوب شد. او در سال ۱۷۷۰ به مقام مدیر موسیقی (کاپل‌مایستر) دربار دوک بزرگ لئوپولد توسکانی در فلورانس دست یافت و این سمت را تا پایان عمر حفظ کرد. در آنجا با موسیقی‌دانان بزرگی چون آشنای قدیمی‌اش کامپیون و سرپرست موسیقی اوژن دو لینیویل همکاری داشت. در همان سال (۱۷۷۰) برای کمک به استاد بیمار خود، تارتینی، به ایتالیا بازگشت. او در دوران اقامت در فلورانس با ولفگانگ آمادئوس موتسارت جوان در اولین سفرش به ایتالیا (۱۷۷۰-۱۷۷۱) ملاقات کرد. او همچنین با آهنگساز بوهمی، واتسلاو پیشل، که کاپل‌مایسترِ فردیناند کارل، آرشیدوک اتریش-اِسته و فرماندار لومباردی بود، ملاقات کرد. در آنجا، او تحسین بسیاری از شنوندگان ثروتمند و بانفوذ را برانگیخت که یکی از مشتاق‌ترین آن‌ها موسیقی‌شناس بزرگ، چارلز برنی بود که در سال ۱۷۷۰ اجرای او را شنیده بود. اگرچه داستان بازگشت او به ایتالیا برای کمک به استاد بیمارش، تارتینی، توسط برخی منابع یک افسانهٔ بدون سندیت تاریخی تلقی می‌شود که توسط برنی رواج یافته است، اما این روایت نشان از احترام عمیق او به استادش دارد. در این دوره، اجراهای متعددی در ناپل (در دربار فردیناند اول دو سیسیل)، پیزا (در سال ۱۷۸۴ برای دیدار یوزف دوم) و رم داشت. در رم، او برای تاج‌گذاری کوریلا المپیکا در آکادمی آرکادیا نواخت و خود نیز با نام مستعار ترپاندرو لاکدمونه به عضویت این انجمن درآمد. او دوست صمیمی کوریلا شد و در وصیت‌نامه‌اش جعبه طلایی برای او به یادگار گذاشت. او همچنین برای آکادمی‌های دیگر فلورانس و در مهمانی‌های خصوصی سفیران اجرا می‌کرد که شاید به دلیل وابستگی احتمالی او به فراماسونری بود. او دوست نزدیک لئوپولد موتسارت بود، مشارکت احتمالی او در «کوارتت توسکانی» افسانه‌ای به همراه بوکرینی، مانفردی و کامبینی نیز مربوط به همین دوره است، هرچند سند تاریخی معتبری برای آن وجود ندارد.

### سال‌های پایانی و زندگی شخصی
او در سال ۱۷۷۸ توسط کاترین کبیر به دربار روسیه دعوت شد. از ناردینی در کتاب هستر لینچ پیوزی (۱۷۸۹) یاد شده است که در ژوئیه ۱۷۸۵ در کنسرتی در فلورانس، یک قطعهٔ سولو نواخته است. او نه تنها به عنوان یک هنرمند بزرگ، بلکه به عنوان فردی متواضع و سخاوتمند نیز در میان معاصرانش مورد احترام بود. ناردینی در طول فعالیت خود از ویولن‌های ارزشمندی از سازندگان بزرگ، از جمله چند ساز ساختهٔ استرادیواری، استفاده می‌کرد. او در حدود سال ۱۷۹۰ از اجرای عمومی دست کشید، اما تا زمان مرگ کارمند دربار باقی ماند. وی در ۷ مه ۱۷۹۳ در فلورانس در سن ۷۱ سالگی درگذشت. او در «صومعهٔ سنت آنتونینو» در سن مارکو به خاک سپرده شد و بقایای او در سال ۱۹۶۹ به یک استودان در ترِپیانو منتقل شد.در اوایل قرن نوزدهم، یک سنگ یادبود به افتخار او در کلیسای سانتا کروچه ساخته شد که پس از چندین جابجایی، اکنون در همان کلیسا قرار دارد.

## سبک و تأثیرگذاری
سبک هنری پیترو ناردینی هم در نوازندگی و هم در آهنگسازی، او را به عنوان یکی از چهره‌های کلیدی در دورهٔ گذار از موسیقی باروک به کلاسیک تثبیت می‌کند. او که به عنوان وارث شماره یک و مشهورترین شاگرد جوزپه تارتینی شناخته می‌شد، بیش از هر چیز به خاطر لحن آوازگونه (کانتابیله)، شیرینی جمله‌بندی و قدرت بیان احساسی‌اش مورد تحسین بود وو برخلاف بسیاری از نوازندگان ویرتئوز هم‌عصرش، از تکنیک‌های صرفاً خودنمایی‌آمیز و توخالی پرهیز می‌کرد.

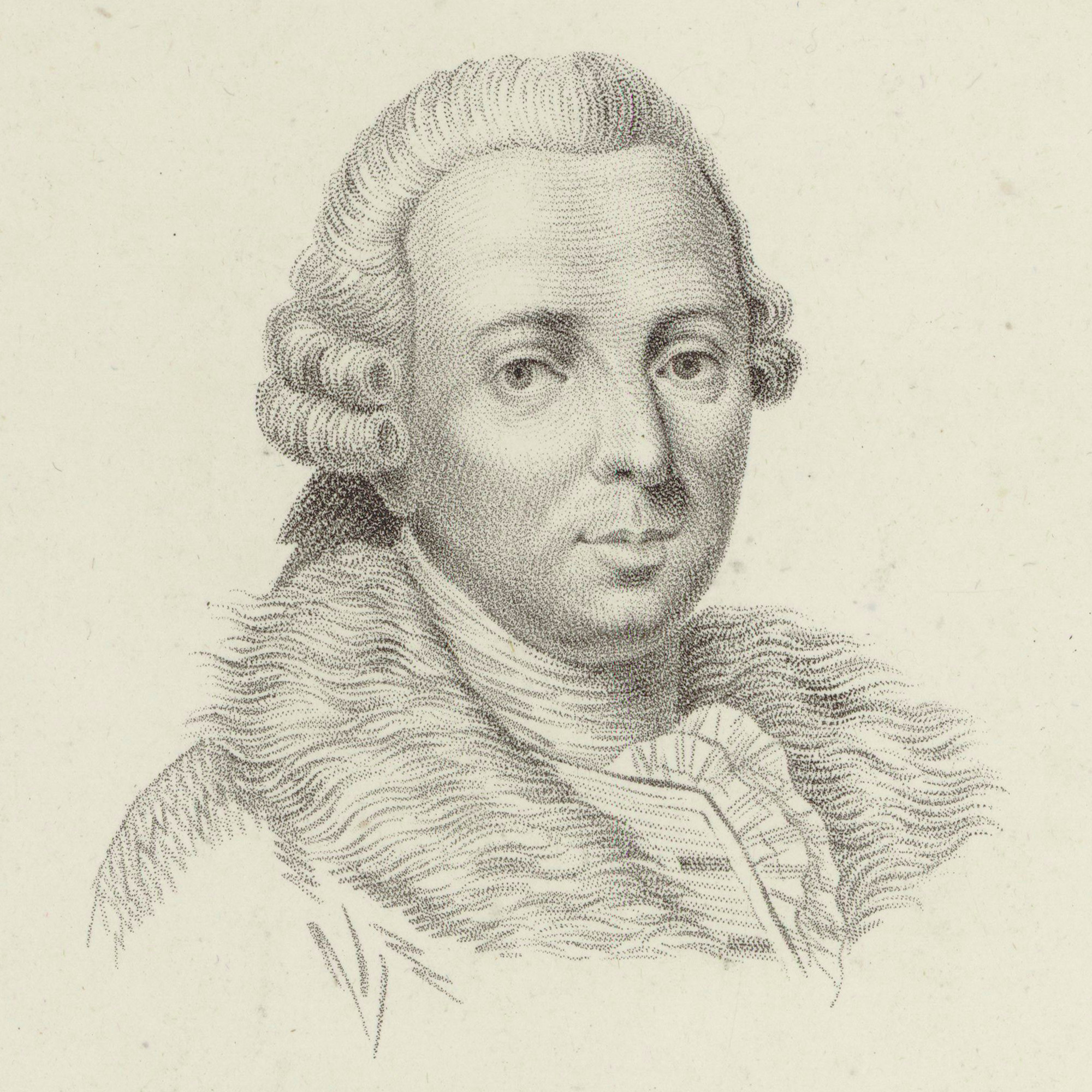
پرتره‌ای از پیترو ناردینی.

این ویژگی‌ها در توصیفات معاصران او به روشنی بازتاب یافته است. لئوپولد موتسارت او را برای «زیبایی، خلوص و یکدستی صدا» و «سلیقه در اجرای قطعات کانتابیله» ستود. موسیقی‌شناس بزرگ، چارلز برنی، نیز در سال ۱۷۷۰ در فلورانس یادداشت کرد: «به نظرم او بهترین ویولن‌نواز در تمام ایتالیاست.» اما شاید شاعرانه‌ترین توصیف از آنِ فریدریش دانیل شوبارت باشد که نوشت: «لطافت اجرای او را نمی‌توان توصیف کرد: هر کاما به نظر یک ابراز عشق می‌آید. شاهزادگان و بانوان درباریِ سنگدلی دیده شده‌اند که وقتی او یک آداجیو می‌نواخت، گریه می‌کردند.» همین توصیفات باعث شد تا شوبارت به او لقب «ویولن‌نواز عشق» را بدهد.
سبک آهنگسازی ناردینی به دوره پیشاکلاسیک تعلق دارد و تأثیر عمیق استادش تارتینی در تمام آثارش شنیده می‌شود. او آهنگساز پرکاری نبود، اما آثارش به خاطر ملودی‌های روان، احساسی و ساختار متعادلشان ارزشمند بودند و در تمرینات فنی ویولن کاربرد فراوان داشتند. از مشهورترین آثار او می‌توان به سونات در ر ماژور و کنسرتو در می مینور اشاره کرد. با این حال، مقایسهٔ مداوم با تارتینی برای مدت‌ها باعث شد که آثار او صرفاً تقلیدی از سبک استادش تلقی شود. اما تحلیل‌های اخیر، اصالت‌های هارمونیک و فرمال او را آشکار کرده و ساخته‌های کم‌شمار اما بسیار جالب غیر-ویولنی او (مانند سونات‌های فلوت) نیز به طور عمیق مورد مطالعه قرار گرفته‌اند.
هنر او در زینت‌نوازی نیز بسیار مورد توجه بود. نسل‌های بعد می‌توانند از طریق سونات‌های ناردینی که توسط ژان-باتیست کارتیه در اثرش «هنر ویولن» در سال ۱۷۹۳ منتشر شد و شامل «آداجیوهای زینت‌داده‌شده»  بود، تصویری دقیق از این هنر به دست آورند.

## میراث و سال‌های پایانی
ناردینی به عنوان یک معلم برجسته، میراث آموزشی گسترده‌ای از خود به جای گذاشت. او مکتب نوازندگی تارتینی را که بر لحن آوازگونه و بیان احساسی تأکید داشت، به نسل بعدی نیز منتقل کرد. او شاگردان بسیاری را تربیت کرد که گفته می‌شود تعداد آن‌ها در لیورنو حداقل ده نفر و در فلورانس حداقل سی نفر بوده است. از برجسته‌ترین شاگردان او می‌توان به بارتولومئو کامپانیولی که خود به استادی بزرگ تبدیل شد، واتسلاو پیشل،فرانچسکو واکاری، جووانی فرانچسکو جولیانی، فیلیپو مانفردی، و نابغهٔ جوان انگلیسی، توماس لینلی جوان، اشاره کرد.

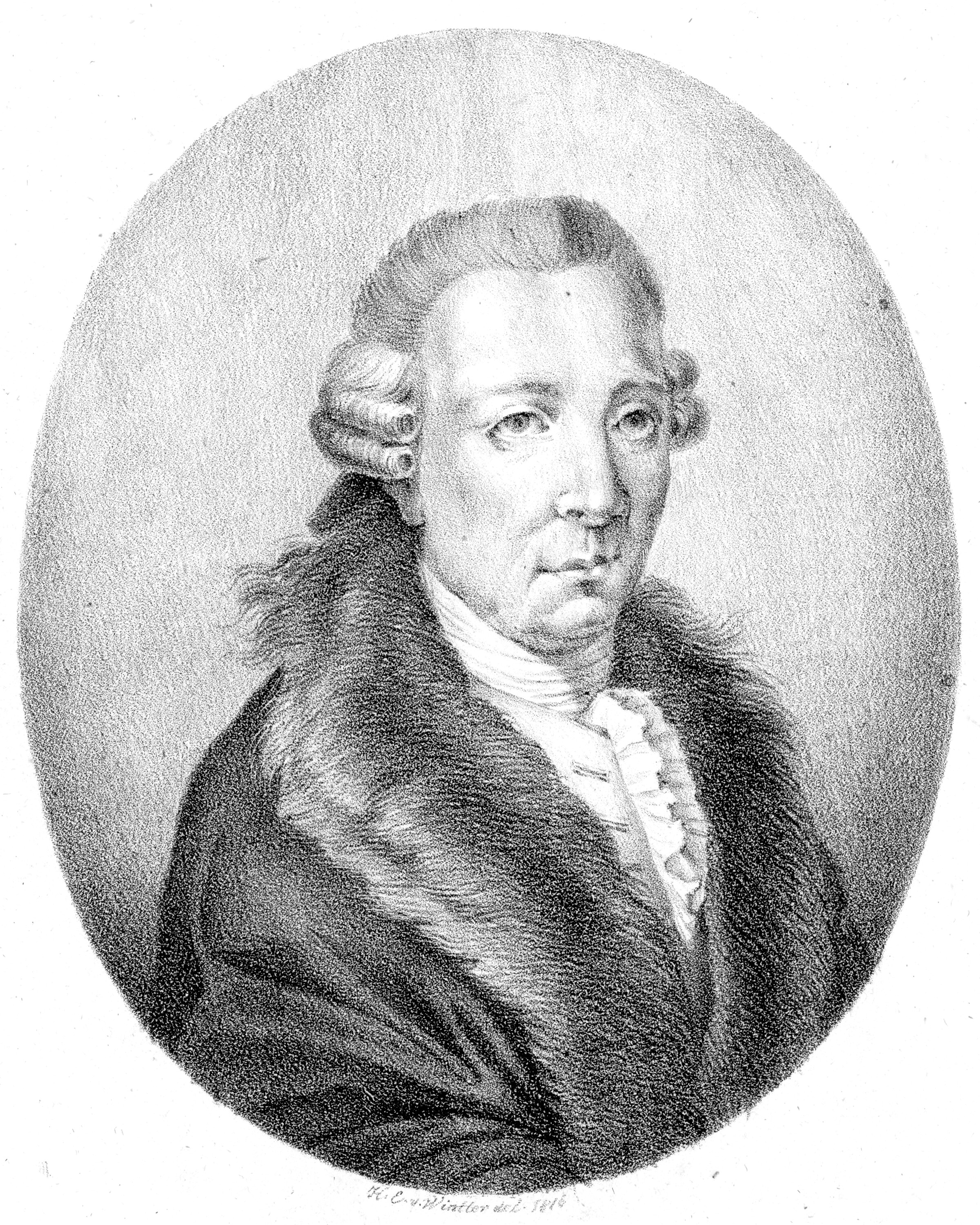
پرتره‌ای از پیترو ناردینی در سنین بالا.

شخصیت ناردینی بازتابی از هنر او بود؛ معاصرانش او را نه تنها به عنوان یک هنرمند بزرگ، بلکه به عنوان فردی متواضع، مهربان و سخاوتمند می‌ستودند. این ویژگی‌های شخصیتی در نوازندگی عمیقاً احساسی و به دور از خودنمایی او نیز شنیده می‌شد. لئوپولد موتسارت، که خود استاد ویولن بود، پس از شنیدن اجرای ناردینی نوشت که نوازندگی او «نه دشوار، که تأثیرگذار» بود و چنان احساسی در خود داشت که اشک را از چشمان شنونده جاری می‌ساخت. این تحسین، ارزش واقعی هنر ناردینی را که بر پایهٔ احساس بود و نه تکنیک صِرف، به خوبی نشان می‌دهد.
او در دوران اقامتش در فلورانس، به ستون اصلی حیات موسیقایی این شهر تبدیل شده بود. موسیقی‌شناس بزرگ، چارلز برنی، که در یکی از کنسرت‌های ناردینی حضور داشت، سکوت مطلق و احترام‌آمیز حضار را در هنگام تکنوازی او توصیف می‌کند؛ نشانه‌ای از قدرت خیره‌کنندهٔ او در تسخیر روح مخاطب. این جایگاه تا جایی بود که حضور در کنسرت‌های او، همانطور که هستر لینچ پیوزی در سفرنامه‌اش ثبت کرده، به یکی از تجربیات فرهنگی مهم برای مسافران فرهیختهٔ اروپایی در فلورانس تبدیل شده بود.
شاید یکی از درخشان‌ترین تصاویر از جایگاه او به عنوان یک استاد، رابطه‌اش با دو نابغهٔ جوان موسیقی در آن زمان بود. در فلورانس، او معلم و مربی توماس لینلی جوان، که به «موتسارت انگلیسی» شهرت داشت، شد و رابطه‌ای عمیق و پدرانه با او برقرار کرد. همزمان، ولفگانگ آمادئوس موتسارت جوان نیز در همان شهر اقامت داشت و دوستی نزدیکی با لینلی پیدا کرد. حکایت‌هایی از گردهمایی این سه نفر — استاد بزرگ ایتالیایی و دو نابغهٔ نوجوان — و اجرای موسیقی توسط آن‌ها، یکی از تصاویر ماندگار تاریخ موسیقی است.
شهرت ناردینی در سراسر اروپا پیچیده بود. دعوت او توسط کاترین کبیر به دربار روسیه، که به مرکزی برای جذب بزرگ‌ترین هنرمندان اروپایی تبدیل شده بود، گواهی بر این شهرت جهانی است. او همچنین در طول فعالیت خود از ویولن‌های ارزشمندی از سازندگان بزرگ، از جمله چند ساز ساختهٔ استرادیواری، استفاده می‌کرد که خود نشان از اعتبار و موفقیت او داشت.
میراث نهایی پیترو ناردینی، نه در نوآوری‌های ساختارشکنانه، بلکه در به کمال رساندن یک سنت بزرگ نهفته است. او به عنوان واپسین و وفادارترین نمایندهٔ مکتب تارتینی، بر حفظ زیبایی خالص و لحن آوازگونه ویولن ایتالیایی در برابر موج نوظهور ویرتئوزیتهٔ نمایشی که توسط نوازندگانی چون آنتونیو لولی نمایندگی می‌شد، پافشاری کرد. اگرچه آثار او، مانند کنسرتوی مشهورش در می بمل ماژور، امروزه کمتر در سالن‌های کنسرت اجرا می‌شوند، اما همچنان به عنوان نمونه‌های آموزشی بی‌نقص برای مطالعهٔ ظرافت، توازن و بیان احساسی در استایل گالانت مورد استفاده قرار می‌گیرند. در نهایت، جایگاه تاریخی ناردینی، جایگاه یک حافظ و یک استاد بزرگ است؛ کسی که «روح» ویولن ایتالیایی را در خالص‌ترین شکل آن به ارث برد و از طریق شاگردان برجسته‌ای چون بارتولومئو کامپانیولی، به نسل بعد سپرد.

## آثار برگزیده و دست‌نویس‌ها
آثار او تقریباً به طور کامل برای ویولن است و شامل دست‌کم ۶ کنسرتو برای ویولن، سولوها، دوئت‌ها، سونات‌ها و رمانس‌های متعدد می‌شود. آثار غیر-ویولنی او شامل چند اوورتور (که در آن‌ها تأثیر نیکولو یوملی مشهود است)، ۶ کوارتت که از نمونه‌های اولیه و مهم در این ژانر به شمار می‌روند و اغلب نقشی شبیه به کنسرتو به ویولن اول می‌دهند، ۸ تریو، چند دوئت برای ویولا، یک کنسرتو برای ویولا دامور (سازی زهی از خانوادهٔ ویولن با صدایی گرم و نقره‌فام)، ۶ سونات برای فلوت، ۴ قطعه برای کلاویچمبالو و یک سرود مذهبی برای سنت آن است که تنها یک نسخهٔ خطی از آن در کتابخانه پالاتینا در پارما باقی مانده است.

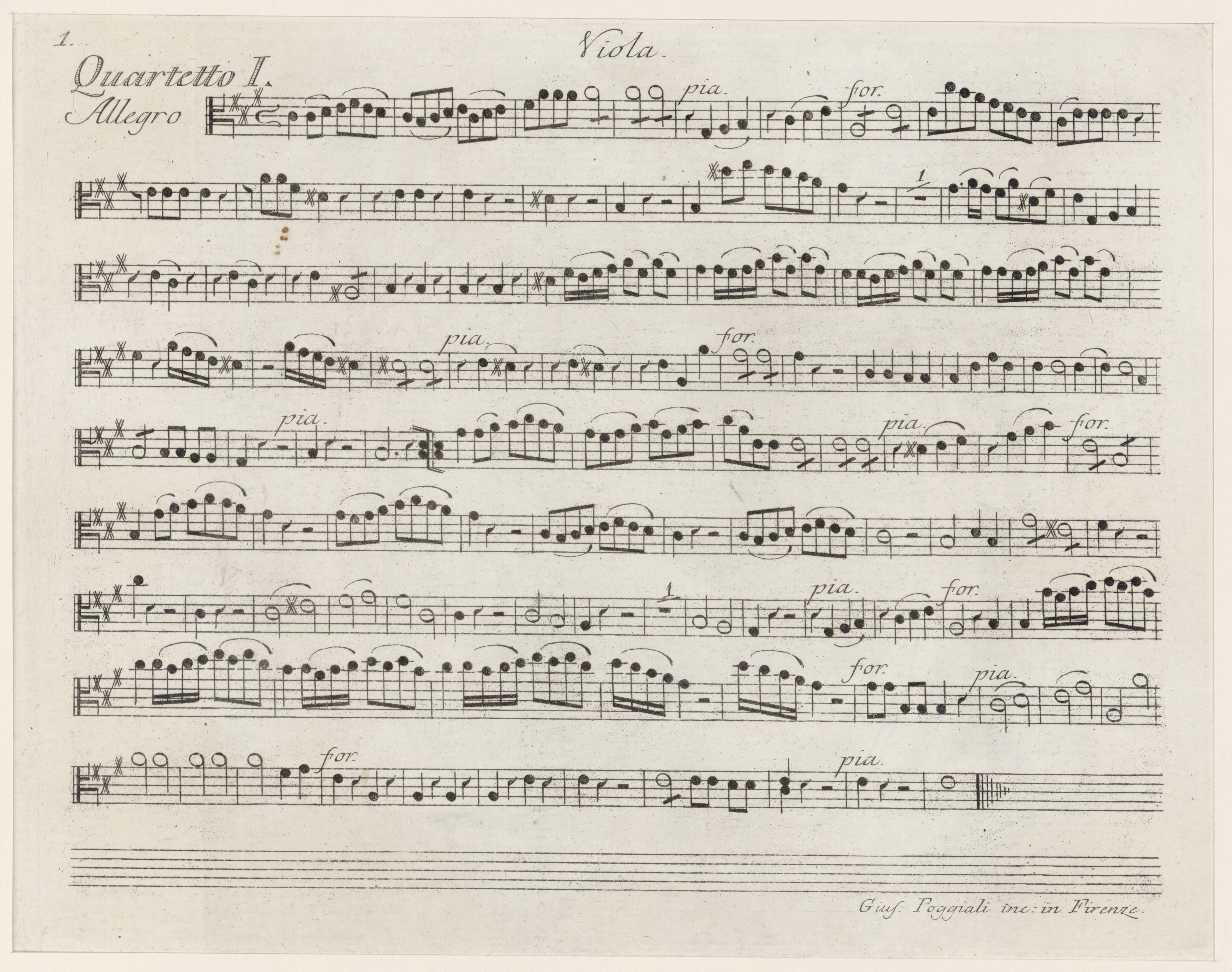
صفحه‌ای از یک قطعه موسیقی اثر پیترو ناردینی.

### دست‌نویس‌های اصلی
محبوبیت آثار ناردینی در سراسر اروپا باعث شد تا نسخه‌های خطی متعددی از ساخته‌های او توسط کاتبان و موسیقی‌دانان تکثیر شود؛ رویه‌ای که پیش از رواج گستردهٔ صنعت چاپ موسیقی، امری رایج بود. با این حال، تا به امروز، هیچ دست‌نویس اصلی و قطعی از ناردینی به دست ما نرسیده است؛ این موضوع، کار موسیقی‌شناسان را برای رسیدن به یک نسخهٔ اورتکست (Urtext) یا متن اصلی و بدون تحریف، بسیار دشوار می‌کند. کاتالوگ‌های کتابخانه‌ای قدیمی، چهار اثر را به عنوان دست‌نویس اصلی او مشخص کرده‌اند، اما از نظر خط‌شناسی هیچ تطابقی میان آن‌ها وجود ندارد. این آثار عبارتند از:
- یک سرود مذهبی با عنوان Anna spes vitae در کتابخانه پالاتینا در پارما، با تاریخ ۱۷۸۶؛
- بخش ویولن اصلی یک کنسرتو ویولن با تاریخ ۱۷۹۵، که به یکی از شاگردان فلورانسی ناردینی تعلق داشته و توسط ماسه‌آنجلو ماسه‌آنجلی[اغ] از طریق فردیناندو جورجتی[اف] گردآوری شده و امروز در آکادمی فیلارمونیک بولونیا نگهداری می‌شود؛
- یک قطعهٔ کانتابیله از یک سونات، سرشار از تزیینات، در کنسرواتوار فلورانس؛
- یک کاتالوگ ونیزی، یک دست‌نویس متفرقه در کتابخانه ملی مارچیانا در ونیز را به عنوان دست‌نویس احتمالی و نامشخص معرفی می‌کند که البته تنها شامل یک قطعه از ناردینی است.[۳۴][۳۵]

با این حال، گمان می‌رود که دست‌نویس‌های اصلی او ممکن است در میان نسخه‌های خطی متعددی که به دست ما رسیده، به ویژه آن‌هایی که در فلورانس، پادوا و جنوآ نگهداری می‌شوند و از نظر خط‌شناسی شباهت بیشتری به هم دارند، پنهان باشند.
برای مطالعهٔ جامع و شناسایی دقیق آثار او، مهم‌ترین منبع، «کاتالوگ موضوعی آثار» است که توسط فدریکو ماری و ماری روکیه در سال ۲۰۱۷ منتشر شد. این کاتالوگ، مانند فهرست کوشل برای آثار موتسارت، به هر قطعه یک شمارهٔ شناسایی منحصربه‌فرد اختصاص می‌دهد و کار پژوهشگران را برای مطالعهٔ دقیق آثار ناردینی ممکن می‌سازد.

### نسخه‌های خطی

#### در ایتالیا
شهر پادوا بیشترین تعداد آثار ناردینی را در قالب نسخه‌های خطی نگهداری می‌کند (۴۳ نسخه)، که میان کتابخانه آنتونیانا و کتابخانهٔ کنسرواتوار «چزاره پولینی» تقسیم شده‌اند. پس از آن، جنوآ (با ۳۹ نسخه در کنسرواتوار)، فلورانس (با ۲۸ نسخه در کنسرواتوار لوئیجی کروبینی) و ناپل (با ۱۴ نسخه در کتابخانهٔ کنسرواتوار سان پیترو ا مایلا) قرار دارند. ۹ نسخهٔ خطی در کنسرواتوار برگامو، و ۷ نسخه در مؤسسه بررا در نووارا، در مجموعه نوسدا در کنسرواتوار میلان و در شهر مودنا (میان کتابخانه استنسه و مؤسسه وکی/تونلی) موجود است. تعداد کمتری از نسخه‌ها نیز در آنکونا، بولونیا، کامپوباسو، رم، ونیز، پیستویا، برشا، و پارما یافت می‌شود. یک سونات برای فلوت و دو ویولن نیز در مجموعه موسیقی ونتوری در مونته‌کاتینی ترمه وجود دارد. عجیب است که در فلورانس، شهری که بیشترین فعالیت ناردینی در آن بوده، موسیقی کمی از او باقی مانده است: گمان می‌رود که در فراز و نشیب‌های مجموعهٔ دوک بزرگ، که از قرن نوزدهم و به‌ویژه پس از اتحاد ایتالیا بسیار پیچیده بود، بخش بزرگی از اسناد موسیقی از بین رفته باشد، یا اینکه بخش بزرگی از آثار ناردینی در آرشیوهای خصوصی نوادگان اشراف باقی مانده باشد.

#### در خارج از ایتالیا
موفقیت ناردینی با وجود نسخه‌های متعدد در خارج از ایتالیا تأیید می‌شود: وین شهری است که بیشترین تعداد نسخه‌ها را در خارج از ایتالیا در اختیار دارد (که میان انجمن دوستداران موسیقی و کتابخانه ملی اتریش تقسیم شده‌اند). پس از آن، به ترتیب تعداد نسخه‌های موجود، شهرهای زایتنشتتن، لندن (کتابخانه بریتانیا و آکادمی سلطنتی موسیقی)، واشینگتن (کتابخانه کنگره)، پراگ (کتابخانه کنسرواتوار)، درسدن (کتابخانه ایالتی زاکسن)، پاریس (کتابخانه ملی فرانسه)، بروکسل (کنسرواتوار سلطنتی)، هرنوساند و برلین (کتابخانه دولتی برلین) قرار دارند. نسخه‌های خطی تکی از آثار ناردینی همچنین در دوبروونیک، لایپزیگ، برون، لوند، اوپسالا، بازل و زوریخ یافت می‌شود.

### نسخه‌های چاپی
ناردینی عمدتاً با ناشران لندنی (والش، برمنر، کاکس، تامپسون و فوگت) و آمستردامی (هومل) و پس از آن با ناشران پاریسی (دکومب، لودوک) و فلورانسی (جوزپه پوجالی) همکاری داشت. بخش بزرگی از نخستین نسخه‌های چاپی آثار ناردینی در پادشاهی متحد، به‌ویژه در لندن (کتابخانه بریتانیا) و کمبریج (کتابخانه موسیقی رو در کینگز کالج) نگهداری می‌شود. پس از آن، از نظر تعداد نسخه‌های چاپی اولیه، کتابخانه کنگره در واشینگتن، کتابخانه ملی فرانسه، بخش موسیقی کتابخانه دولتی برلین، کتابخانه ملی اتریش، کتابخانه کنسرواتوار بروکسل، کتابخانه موسیقی و تئاتر استکهلم و کتابخانه ایالتی باواریا قرار دارند. شهرت بسیار زیاد او با حضور گستردهٔ قطعاتش در گلچین‌های متعدد ادبیات سازی برای ویولن و فلوت، که از اواخر قرن هجدهم (توسط ناشرانی چون برمنر، دکومب، هومل، استوارت، ورنوم و لانگمن) و اوایل قرن نوزدهم (ژانه و کوتل، ایزایی، زیمروک، برایتکوف و پترز) به چاپ می‌رسید، تأیید می‌شود؛ نسخه‌هایی که چاپ مجدد آن‌ها اغلب تا قرن بیستم نیز ادامه داشت.

#### فهرست نسخه‌های چاپی اصلی تا دههٔ اول قرن نوزدهم
| عنوان                                | مکان            | ناشر                            | تاریخ تقریبی    | توضیحات                                                                                     | منا.                        |
| ------------------------------------ | --------------- | ------------------------------- | --------------- | ------------------------------------------------------------------------------------------- | --------------------------- |
| شش سولو برای ویولن و باسو            | لندن            | جان والش                        | حدود ۱۷۶۱       | نخستین مجموعه سولوهای منتشرشدهٔ او که استایل گالانت را به نمایش می‌گذارد.                     | [ ۵۲ ] [ ۵۳ ]               |
| منوئه برای دو ویولن و باسو           | ادینبرو         | استوارت                         | حدود ۱۷۶۱       | یک قطعهٔ کوتاه و محبوب در فرم رقص منوئه.                                                     | [ ۵۴ ]                      |
| شش دوئت (اپوس ۲)                     | لندن            | جان والش                        | حدود ۱۷۶۲       | مجموعه‌ای برای دو ویولن که بر گفتگوی برابر میان دو ساز تأکید دارد.                           | [ ۵۵ ]                      |
| دو «درس» برای چمبالو                 | لندن            | رابرت برمنر                     | ۱۷۶۳            | از معدود آثار او برای ساز کلاویه‌ای که ماهیت آموزشی دارد.                                    | [ ۵۶ ]                      |
| شش سونات برای فلوت                   | لندن            | رابرت برمنر                     | نامشخص          | این مجموعه نشان‌دهندهٔ تسلط ناردینی بر نوشتار برای سازهای بادی است.                           | [ ۵۷ ]                      |
| چهارده منوئه                         | لندن            | جان کاکس                        | بین ۱۷۵۱ و ۱۷۶۴ | مجموعه‌ای از رقص‌های کوتاه برای ویولن و باسو.                                                 | [ ۵۸ ]                      |
| شش کنسرتو (اپوس ۱–۸)                 | آمستردام        | هومل، مارشان و ایمپریمر د موزیک | نامشخص          | یکی از مجموعه‌های اصلی کنسرتوهای او.                                                         | [ ۵۹ ]                      |
| شش دوئت برای ویولا                   | لندن            | چارلز و ساموئل تامپسون          | بین ۱۷۶۳ و ۱۷۷۶ | از نخستین و مهم‌ترین آثار نوشته‌شده برای دو ویولا در تاریخ موسیقی.                            | [ ۶۰ ]                      |
| شش کنسرتو (اپوس ۱)                   | آمستردام        | هومل                            | حدود ۱۷۶۵       | مهم‌ترین مجموعه کنسرتوهای او که در سراسر اروپا شهرت یافت.                                    | [ ۶۱ ] [ ۶۲ ] [ ۶۳ ]        |
| شش سونات (اپوس ۵)                    | لندن            | هنری فوگت                       | حدود ۱۷۶۹       | مجموعه‌ای استاندارد که سبک پختهٔ ناردینی در فرم سونات را نشان می‌دهد.                          | [ ۶۴ ] [ ۶۵ ]               |
| دو دوئت برای ویولن                   | لندن            | لانگمن لوکی و شرکا              | بین ۱۷۶۹ و ۱۷۷۵ | قطعات کوتاه مجلسی برای نوازندگان آماتور.                                                    | [ ۶۶ ]                      |
| شش تریو برای دو فلوت یا ویولن و باسو | لندن            | رابرت برمنر                     | حدود ۱۷۷۰       | نمونه‌ای از فرم محبوب تریو سونات در اواخر دورهٔ باروک.                                        | [ ۶۷ ]                      |
| دوئت برای ویولن و ویولنسل            | لندن            | ورنوم                           | بین ۱۷۷۲ و ۱۷۷۷ | کاوشی در گفتگوی دو ساز با رجیستر متفاوت.                                                    | [ ۶۸ ]                      |
| شش سونات برای ویولن و باسو (اپوس ۲)  | برلین، آمستردام | هومل                            | بین ۱۷۷۴ و ۱۷۷۶ | این اپوس ۲ با اپوس ۲ منتشرشده توسط والش متفاوت است. (همچنین در فلورانس حدود ۱۷۷۴ منتشر شد). | [ ۶۹ ] [ ۷۰ ] [ ۷۱ ] [ ۷۲ ] |
| دوئت برای ویولن و ویولنسل            | لندن            | ولکر                            | بین ۱۷۷۷ و ۱۷۸۰ | ادامهٔ آثار موفق در فرم دوئت ویولن و ویولنسل.                                                | [ ۷۳ ]                      |
| دوئت برای دو ویولن                   | پاریس           | لودوک                           | حدود ۱۷۸۱       | مجموعه‌ای که نفوذ ناردینی در پاریس را نشان می‌دهد.                                            | [ ۷۴ ]                      |
| شش کوارتت                            | فلورانس         | جوزپه پوجالی                    | حدود ۱۷۸۲       | از نخستین و مهم‌ترین نمونه‌های کوارتت زهی در ایتالیا.                                         | [ ۷۵ ] [ ۷۶ ]               |
| منوئه برای چمبالو                    | ادینبرو         | کوری                            | بین ۱۷۸۰ و ۱۷۹۰ | یکی دیگر از آثار معدود او برای سازهای کلاویه‌ای.                                             | [ ۷۷ ]                      |
| دو موومان سونات برای ویولن و باسو    | لندن            | فنتوم                           | بین ۱۷۸۱ و ۱۷۸۴ | احتمالاً قطعاتی آموزشی یا بخشی از یک اثر گمشده.                                              | [ ۷۸ ]                      |
| شش دوئت برای ویولن                   | پاریس           | ایمبو یا دکومب                  | حدود ۱۷۹۵       | مجموعه‌ای که در پاریس محبوبیت یافت.                                                          | [ ۷۹ ] [ ۸۰ ]               |
| شش سونات برای ویولن                  | پاریس           | دکومب                           | بین ۱۷۹۵ و ۱۸۰۱ | مجموعه سونات‌های دورهٔ متأخر که در پاریس منتشر شد.                                            | [ ۸۱ ]                      |
| هفت سونات برای ویولن                 | پاریس           | دکومب                           | ۱۸۰۴-۱۸۰۵       | احتمالاً بازنشر آثار قدیمی‌تر به همراه یک سونات جدید.                                         | [ ۸۲ ] [ ۸۳ ]               |
| شش سونات برای ویولن و باسو           | نامشخص          | نامشخص                          | نامشخص          | نسخه‌ای در برگامو نگهداری می‌شود.                                                             | [ ۸۴ ]                      |
| کاواتینا                             | نامشخص          | نامشخص                          | نامشخص          | یک قطعهٔ کوتاه و آوازگونه برای ویولن.                                                        | [ ۸۵ ]                      |

## دیسکوگرافی
ناردینی یکی از شخصیت‌های اصلی در بازار ضبط موسیقی با محوریت آثار سازی باروک است. در اوایل سال ۱۹۵۶، پیتر ریبار کنسرتوی ویولن او (در می مینور) را با ارکستر موزیک‌کولگیوم وینترتور به رهبری کلمنس داهیندن برای شرکت وست‌مینستر ضبط کرد و از آن زمان، این کنسرتو بارها ضبط شده است: توسط نیکولا پتروویچ و گروه مسترپلیرز به رهبری ریچارد شوماخر در دهه ۱۹۷۰، و توسط پینخاس زوکرمن در سال ۱۹۷۸، با همراهی اعضای فیلارمونیک لس‌آنجلس، در یک آلبوم از شرکت سی‌بی‌اس.
اما قطعات دیگر او نیز توجه صنعت ضبط را به خود جلب کرده‌اند: در سال ۱۹۶۲، آندره ریو کنسرتوی لا ماژور ناردینی را در یک آلبوم از موسیقی باروک-کلاسیک ایتالیا برای شرکت تلدک گنجاند که در آن هرمان کربرس به عنوان تکنواز ویولن با همراهی ارکستر مجلسی آمستردام نواخت؛ و در سال ۱۹۷۱، گونکال کوملاس سونات ویولن و چمبالو در ر ماژور را با پیانیست میگل زانتی ضبط کرد. در ۱۵ و ۱۶ آوریل ۱۹۹۹، در کلیسای سان فرانچسکو در پیزا، کارلو ایپاتا و گروه آئوسرموسیچی برای شرکت آگورا یک آلبوم کامل را به ناردینی اختصاص دادند که شامل دو کنسرتو برای فلوت (در سل ماژور و ر ماژور، با تکنوازی خودِ ایپاتا) و دو اوورتور بود. از آن پس، آلبوم‌هایی که منحصراً به موسیقی ناردینی پرداخته‌اند، افزایش یافته است: در سال ۲۰۰۶، آنسامبل آرادی کُر میو در لیورنو آثار بسیاری برای سازهای زهی از ناردینی را برای شرکت بریلیانت ضبط کرد؛ و در سال ۲۰۱۰، گروه موزیکا سولاره آلبومی را به آثار ناردینی برای فلوت، شامل تریوها و سونات‌ها، اختصاص داد که توسط موزیکافون توزیع شد. در سال ۲۰۲۰ نیز یک ضبط از مجموعه دوئت‌ها برای دو ویولا با سازهای دوره توسط نوآنتیکوآ رکوردز منتشر شد.

### بخشی از ضبط‌های برگزیده
- اوورتورها و کنسرتوهای فلوت، اجرا توسط آنسامبل آئوسرموسیچی به رهبری کارلو ایپاتا، شرکت آگورا موزیکا (۲۰۰۲).[واژه ۷۲]
- کنسرتوی ویولن در می مینور، اجرا توسط پینخاس زوکرمن (ویولن) با اعضای فیلارمونیک لس‌آنجلس،[واژه ۷۳] در دهه ۱۹۷۰ برای سی‌بی‌اس مستروُرکس[واژه ۷۴] ضبط شد. این ضبط اکنون در آلبومی با عنوان «ویوالدی، ناردینی و ویوتی: کنسرتوهای ویولن ایتالیایی»[بض] در دسترس است.
- کنسرتوی ویولن در فا ماژور، اپوس ۱، شماره ۳، اجرا توسط آندره‌آ کاپلتی[واژه ۷۵] با ویولن استرادیواریوس به همراه ارکستر مجلسی جامعه اروپا[بط] (۱۹۹۲). این ضبط در سال ۱۹۹۸ توسط کُخ شوان موزیکا موندی[واژه ۷۶] منتشر شد.
- کنسرتوی ویولن در می مینور، اجرا توسط میشا اِلمان[واژه ۷۷] و ارکستر مجلسی اپرای ایالتی وین[بظ] به رهبری ولادیمیر گولشمن.[واژه ۷۸] این ضبط به صورت دیجیتالی بازسازی و در سال ۱۹۹۳ توسط ونگارد کلاسیکس[واژه ۷۹] منتشر شد.
- چهار کنسرتوی ویولن (در دو ماژور، سل ماژور، ر ماژور و لا ماژور)، اجرا و رهبری توسط مائورو روسی،[واژه ۸۰] در سال ۲۰۰۱ توسط شرکت داینامیک[واژه ۸۱] ضبط شد.
- شش کوارتت زهی او توسط کوارتتو الئوسی[واژه ۸۲] برای شرکت بریلیانت کلاسیکس[واژه ۸۳] اجرا شده است.[۹۵]
- آنسامبل آرادی کُر میو چهار سونات ویولن را از روی دست‌نویس‌ها اجرا و در سال ۲۰۰۷ برای شرکت تاکتوس[واژه ۸۴] ضبط کرد.
- کنسرتوی ویولن در می مینور، اجرا توسط هنریک شرینگ[بع] (ویولن) به همراه ارکستر سمفونیک SWR[واژه ۸۵] به رهبری هانس روزباود.[واژه ۸۶]
- آنسامبل آلرائونه[واژه ۸۷] دوئت‌ها برای دو ویولا را برای شرکت نوآنتیکوآ رکوردز ضبط کرده است.
- کنسرتوی ویولن در می بمل ماژور، اجرا توسط ادوارد ملکوس[واژه ۸۸] (ویولن) به همراه کاپلا آکادمیکا وین[واژه ۸۹] به رهبری آوگوست ونزینگر.[واژه ۹۰] این اثر در فوریه ۱۹۶۶ توسط آرشیف پرودوکسیون[واژه ۹۱] ضبط شد.

## نسخه‌های مدرن
نام ناردینی هرگز گلچین‌ها و نسخه‌های کامل موسیقی را ترک نکرده و بسیاری از قطعات او از اوایل قرن بیستم در کاتالوگ‌های ناشران بزرگی چون شات، ریکوردی، کۇرچی، اینترنشنال و کاریس گنجانده شده‌اند.

## نامه‌ها
در مجموع کمتر از ده نامه از ناردینی باقی مانده است که بین سال‌های ۱۷۴۰ تا ۱۷۹۳ به دریافت‌کنندگانی چون پادره مارتینی، کوریلا المپیکا، جووانی کریستوفانو آمادوتسی، یوزف اوتر و یوزف هافمن ارسال شده‌اند. این نامه‌ها در بولونیا (موزه بین‌المللی و کتابخانه موسیقی و آکادمی فیلارمونیک)، وین (کتابخانه ملی اتریش و انجمن دوستداران موسیقی)، ساوینیانو سول روبیکونه (آکادمی فیلِوپاتریدی)، پاریس (کتابخانه ملی فرانسه) و مونیخ (کتابخانه ایالتی باواریا) نگهداری می‌شوند.

## واژه‌نامه
1. ↑  Walsh
2. ↑  Bremner
3. ↑  Cox
4. ↑  Thompson
5. ↑  Fougt
6. ↑  Hummel
7. ↑  Decombe
8. ↑  Le Duc
9. ↑  Giuseppe Poggiali
10. ↑  Stewart
11. ↑  Wornum
12. ↑  Longman
13. ↑  Janet et Cotelle
14. ↑  Ysaÿe
15. ↑  Simrock
16. ↑  Breitkopf
17. ↑  Peters
18. ↑  6 Solos for Violin and Basso
19. ↑  John Walsh
20. ↑  Duckworth
21. ↑  Minuet for 2 Violins and Basso
22. ↑  Stewart & Co.
23. ↑  6 Duets, Op. 2
24. ↑  2 Lessons for the Harpsichord
25. ↑  Robert Bremner
26. ↑  6 Sonatas for Flute
27. ↑  14 Minuets
28. ↑  John Cox
29. ↑  6 Concertos (Op. 1–8)
30. ↑  Hummel, Marchant & Imprimeur de Musique
31. ↑  6 Duets for Viola
32. ↑  Charles & Samuel Thompson
33. ↑  6 Concertos, Op. 1
34. ↑  6 Sonatas, Op. 5
35. ↑  Henry Fougt
36. ↑  2 Duets for Violin
37. ↑  Longman, Lukey & Co.
38. ↑  6 Trios for two Flutes or Violins and a Basso
39. ↑  Duet for a Violin and Violoncello
40. ↑  6 Sonatas for Violin and Basso, Op. 2
41. ↑  Welcker
42. ↑  Le Duc
43. ↑  6 Quartets
44. ↑  Giuseppe Poggiali
45. ↑  Corri
46. ↑  2 Sonata movements for Violin and Basso
47. ↑  Fentum
48. ↑  Imbault / Decombe
49. ↑  7 Sonatas for Violin
50. ↑  Cavatina
51. ↑  Peter Rybar
52. ↑  Musikkollegium Winterthur
53. ↑  Clemens Dahinden
54. ↑  Westminster
55. ↑  Nikola Petrovic
56. ↑  Masterplayers
57. ↑  Richard Schumacher
58. ↑  André Rieu
59. ↑  Teldec
60. ↑  Hermann Krebbers
61. ↑  Amsterdamer Kammerorchester
62. ↑  Goncal Comellas
63. ↑  Miguel Zanetti
64. ↑  Carlo Ipata
65. ↑  AuserMusici
66. ↑  Agorà
67. ↑  Ardi cor mio
68. ↑  Brilliant Classics
69. ↑  Musica Solare
70. ↑  Musicaphon
71. ↑  NovAntiqua Records
72. ↑  Agorà Musica
73. ↑  Los Angeles Philharmonic
74. ↑  CBS Masterworks
75. ↑  Andrea Cappelletti
76. ↑  Koch Schwann Musica Mundi
77. ↑  Mischa Elman
78. ↑  Vladimir Golschmann
79. ↑  Vanguard Classics
80. ↑  Mauro Rossi
81. ↑  Dynamic
82. ↑  Quartetto Eleusi
83. ↑  Brilliant Classics
84. ↑  Tactus
85. ↑  SWR Symphonieorchester (ارکستر سمفونیک رادیو جنوب غربی آلمان)
86. ↑  Hans Rosbaud
87. ↑  Ensemble Alraune
88. ↑  Eduard Melkus
89. ↑  Capella Academica Vienna
90. ↑  August Wenzinger
91. ↑  Archiv Produktion
92. ↑  Schott
93. ↑  Ricordi
94. ↑  Curci
95. ↑  International Music Company
96. ↑  Carisch

### برگرفته از دیگر ویکی‌ها
- مشارکت‌کنندگان ویکی‌پدیا. «Pietro Nardini». در دانشنامهٔ ویکی‌پدیای انگلیسی، بازبینی‌شده در ۲۴ ژوئیهٔ ۲۰۲۵.[۱]
- مشارکت‌کنندگان ویکی‌پدیا. «Pietro Nardini». در دانشنامهٔ ویکی‌پدیای فرانسوی، بازبینی‌شده در ۲۴ ژوئیهٔ ۲۰۲۵.[۲]

- مشارکت‌کنندگان ویکی‌پدیا. «Pietro Nardini». در دانشنامهٔ ویکی‌پدیای ایتالیایی ، بازبینی‌شده در ۲۴ ژوئیهٔ ۲۰۲۵.[۳]
- مشارکت‌کنندگان ویکی‌پدیا. «Pietro Nardini». در دانشنامهٔ ویکی‌پدیای آلمانی ، بازبینی‌شده در ۲۴ ژوئیهٔ ۲۰۲۵.[۴]